# Ośrodek Zapasowy Broni Pancernych typ II nr 2
Ośrodek Zapasowy Broni Pancernych typ II nr 2 – oddział broni pancernych Wojska Polskiego II RP z okresu kampanii wrześniowej.
Ośrodek Zapasowy Broni Pancernych typ II nr 2 nie występował w organizacji pokojowej Wojska Polskiego. Był jednostką mobilizowaną zgodnie z planem mobilizacyjnym „W” w Lublinie, w II rzucie mobilizacji powszechnej. Jednostką mobilizującą była kadra 9 batalionu pancernego.

## Historia i formowanie
W ramach mobilizacji powszechnej w jej II rzucie z kadry i rezerwistów 9 batalionu pancernego oraz nadwyżek kadry i rezerwistów z 4, 7 i 12  batalionu pancernego, oraz grupy z 8 batalionu pancernego rozpoczęto formowanie Ośrodka Zapasowego Broni Pancernej typu II nr 2. Ośrodek ten miał zadanie przeszkolenie uzupełnień dla załóg i pododdziałów czołgów lekkich R-35, czołgów rozpoznawczych TK (TKS) dla dywizjonów pancernych BK. Dowódcą ośrodka został ppłk br. panc. Rudolf Kostecki.
Etat przewidywał skład ośrodka:
- dowództwo ośrodka
- szwadron gospodarczy
- szwadron szkolny
- szwadron ćwiczebny
- 2 szwadrony zapasowe
- pluton specjalny
- park pojazdów[3]

## Działania OZBPanc. typ II nr 2
Po zmobilizowaniu jednostek przewidzianych etatem, rozpoczęto formowanie ośrodka, przyjmowano nadchodzące nadwyżki zgodnie z przewidzianym planem, ponadto poza planem do ośrodka dołączono nadwyżki 1 batalionu pancernego z Poznania. Czynności organizacyjne trwały do 9 września 1939 roku. W tym dniu w ślad za Ośrodkiem Zapasowym Broni Pancernych typ I nr 1 podjęto marsz pieszy na wschód docierając 13 września do rejonu Łuck-Kiwierce. Następnie ośrodek przemaszerował do rejonu Ponikwa-Podkamień. Ośrodek z Lublina wykonywał marsz i kwaterował wraz z ośrodkiem z Warszawy. 15 września ośrodek podjął marsz w kierunku granicy rumuńskiej. 16 września dotarł do Strusowa, a 17 września korzystając ze środków transportu OZBPanc. nr 1 dotarł w pobliże Buczacza, po drodze do ośrodka dołączyły pozostałości 81 dywizjonu pancernego. Drugi rzut ośrodka maszerował z pozostałością 81 dywizjonu pancernego w rejonie Horodenki i po walce z sowiecką czołówką pancerną dostał się do niewoli.
Według innej wersji II rzut ośrodka został otoczony i poddał się do niewoli, natomiast I rzut dotarł do granicy polsko-rumuńskiej w Kutach i 18 września przekroczył granicę. Oficerowie i szeregowi, którzy przekroczyli granicę dotarli do Francji, natomiast ci którzy dostali się do niewoli sowieckiej trafili do obozów, a oficerowie wiosną 1940 zostali zamordowani.